# NGC 3892
NGC 3892 је спирална галаксија у сазвежђу Пехар која се налази на NGC листи објеката дубоког неба.
Деклинација објекта је - 10° 57' 44" а ректасцензија 11h 48m 1,0s. Привидна величина (магнитуда) објекта NGC 3892 износи 11,5 а фотографска магнитуда 12,4. Налази се на удаљености од 27,2000 милиона парсека од Сунца. NGC 3892 је још познат и под ознакама MCG -2-30-30, PGC 36827.